# 刻の大地
『刻の大地』（ときのだいち）はエニックス（現スクウェア・エニックス）発行『月刊少年ガンガン』及び『月刊Gファンタジー』にて連載されていた夜麻みゆきによる日本の漫画作品。2013年10月中旬に復刊ドットコムより愛蔵版が刊行された。
2020年現在、「ART street」と「マンガ図書館Z」にて後述の連載再開分も含め無料で読む事ができるようになっている。

## 概要
夜麻みゆきの作品『レヴァリアース』から3年後の世界。『幻想大陸』の主人公である「十六夜」「カイ」「ジェンド」の3人が繰り広げるファンタジー漫画。幻想大陸と違いギャグが少なく、レヴァリアースのようなシリアスな場面が多いのが特徴。
OVAでも発売されたりと人気が高い作品。『月刊少年ガンガン』（1996年No.11 - 2000年9月号）から『月刊Gファンタジー』（2000年12月号より）へ移籍したが、2002年3月号に「クオリティ向上のため」隔月連載化、2002年11月号の78話を最後に作者体調不良のため長期休載をする。その数年後、『Gファンタジー』2005年4月号誌上で体調が回復せず、どうしても連載再開の目処が立たないとして連載の中止を告知する（打ち切り）という形で終了した。単行本は2002年に発売された10巻が最終巻となり、端数となった76 - 78話と番外編2作はこの時点では未収録となった。
2013年12月14日、『【JコミFANディング商品5】夜麻みゆきPDFセット』に第79話に当たるセリフのみのまとまっていないネームをPDF化したものが含まれることが発表された。
2014年8月発売の『刻の大地 愛蔵版』6巻に単行本未収録だった第76話、第77話、第78話が初収録された。2014年10月3日には絶版マンガ図書館（現・マンガ図書館Z）に『刻の大地』全10巻＋未収録話の掲載開始。
2017年6月27日にはクラウドファンディングサイト「CAMPFIRE」で連載再開費用を募り、同年10月26日より漫画アプリ「メディバン マンガ」で第79話から連載を再開。2018年10月26日まで『刻の大地 塔の戦い完結編』を連載した。クラウドファンディング1回の最終目標は1冊分の刊行。今後は1年に1度クラウドファンディングを実施して連載を続ける予定。
2019年5月9日、上記と同じメディバン系列のイラスト&漫画投稿サイト「ART street」に移籍。
2019年10月11日に新章制作へ向けて、2回目のクラウドファンディングを実施。
2020年3月12日から「ART street」で『刻の大地 天秤の代理』を連載開始。新章『天秤の代理』は新たに第1話からになっている。

## あらすじ
かつて、この世界は邪神竜ディアボロスによって魔物が束ねられ、魔物が凶暴化していた。しかし14年前、当時7歳で勇者と呼ばれた少年ザードがディアボロスを倒したことで魔物が沈静化し平和な世界が訪れた。
しかし4年後にディアボロスは復活し、魔物が再び凶暴化し始めてしまう。ザードは再びディアボロスに会うために向かったが、彼が帰ってくることはなかった…。
時は4996年、ザードの親友であるカイは、ザードが語っていた「人間と魔物の共存」が本当に可能か確かめるために旅をしていた。旅の途中、魔物と心を通わせる不思議な少年「十六夜」とダークエルフの生き残りらしい褐色の肌の剣士「ジェンド」と出会う。カイは彼らに「人間と魔物の共存」の可能性を見出し彼らと旅するようになる。

## 主なキャラクター
十六夜（いざよい）
お菓子が大好きな心優しい純粋な少年。動物だけではなく魔物ともすぐに仲良くなり、魔物と戦わずに戦いを終らせることもある。その逆にジェンドが魔物を殺すことを激しく嫌い、魔物にお墓を作ることもある。その度に「ジェンド嫌い」と言うものの、決して離れていこうとはせず、ジェンドの危機には全力で救おうとする健気な性格。かなり能天気だが、意外にも核心を突くこともある。
家がどこだか忘れてしまい迷子中であり、故郷を探している。両親はなく、姉がいるらしい。また、ディアボロスの話を聞いてからは、ディアボロスを説得して仲良くなるために旅をするようになる。カイ曰く、ザードに発想が似ている。
カイ
かつてある国の騎士団に所属していた聖騎士。騎士としての能力だけでなく人徳もあり、若くして部隊長にまで任命されるほど。しかし、親友であるザードの理想「人間と魔物の共存」が可能か確かめるため騎士団を抜け黙って国を出た。その後は適当に旅をしていたが、十六夜やジェンドと出会ってからは彼らと行動するようになる。
女性と会ったら必ずナンパするなど軽薄な行動をとることが多く、ジェンドに殴られたりすることも多い。しかし、メンバーの中では一番現実的で、十六夜やジェンドをまとめる常識人でもある。右目に傷があり、前髪で隠している。
親友の妹であるイリアとは面識があり、シオンと同じく「もしもの時は彼女を守る」とザードと約束を交わしていたが、訃報を聞き彼の家を訪ねた時には既にイリアはウリックとして旅に出ており、約束を果たすことは叶わなかった。
『幻想大陸』の時と違い戦う話が多いため、戦闘は比較的真面目に戦っている。しかし、ザードの言葉や十六夜の行動から魔物にも心があると考えており、葛藤する場面もある。ちなみに作者に『幻想大陸』で「彼は本当に聖騎士なんだろうか」と何度か疑問に思われたことがある。なお、女好きの割にはずっと一緒に旅をしていたジェンドの性別に全く気づかないなど、鈍感な面もある。
ジェンド
十六夜と共に行動していた（というよりも十六夜に付きまとわれていた）褐色の肌の戦士。左頬に十字の傷がある。左利き。
ジェンドの森というところで、繭のようなものに包まれて眠っていたところを、偶然通りかかった十六夜に発見され、目覚めた。記憶喪失のため、自分が「ダークエルフ」かもしれないということと、「ダークエルフはディアボロスに滅ぼされた」という話を聞き、ディアボロスを倒すために旅をしている。剣の腕前はカイが認めるほど。
性格は乱暴で冷徹、そして世間知らず。特に悪気はないのに、結果的に他人に迷惑をかけることがしばしばある。自分に歯向かうものは人間であろうと魔物であろうと容赦なく切り捨てる。初めの頃は十六夜にも暴力を振るっていたが（といっても、十六夜にとってはそれすら遊びの一環だったが）、十六夜と触れ合っていくうちに少しずつ優しさがでてきた。カイに八つ当たりをしているが、彼を憎からず思っている模様。ただし、当人はそのことに気づいておらず、カイに「なんなら俺を斬れよ。できないのかダークエルフ」と言われ、内に籠もっていた際、カイは酷いことを言ったと後悔していたものの、ジェンド本人は「どうして自分はカイを斬ることができなかったのか」と考え込んでいた。
幻想大陸の時と違い、十六夜と出会った当初から話が始まっているため、乱暴さが増している。だが、後半の方から幻想大陸のように十六夜を心配したり、岩をカイに投げたりする場面もある。
本作で初めて女性だと明かされるが、本人は男の振りをしていたつもりなどは全くなく、ドレス姿で登場した際、カイから「お前男じゃなかったのか！？」と言われた時には「私のどこを見て男と言う！」と激怒していた。ちなみに十六夜は最初から女性だと知っていたため、カイを含めた周囲の人々がジェンドの性別に驚いていたことをむしろ不思議がっていた。なお、一人称は幻想大陸の頃から「私」であり、ほぼズボンを穿いているものの、スカート姿で登場したことも間々あった。
イリア
ザードの義理の妹。法力国アドビスで詠われている「イビスの丘の物語」の英雄の弟『ウリック』。かつて、ディアボロスを倒すためにアドビスの王子シオンと共に異世界に繋がるイビスに向かっていくのを最後に行方を晦ませている。
イビスの丘から無事生還した後、適当に旅をしているらしい。しかし、シオンの死などによって当時の事がトラウマになっており、多くを語ることができない。自分の名前はけして名乗らず、相手に尋ねて答えた名前をしばらく名乗っている。
見かけによらず馬鹿力で、戦闘も徒手空拳。それでも操られていたジェンドを圧倒するほどの力を見せた。性格は明るく優しく、十六夜と似た雰囲気を持つ。しかし食いしん坊で、カイを「アメのお兄さん」と覚えたりしていた。また、年上の人間としか付き合っていなかったためか、十六夜に「お姉さん」と呼ばれ喜んでいる場面もある。ウリックの名でしばらく行動していたためか、一人称は「ボク」。現在は「沈黙の炎」に映し出されている少女に似ているという理由で、魔法使いと僧侶に狙われている。
十六夜に自分の名前を聞いた際、最初に「イリア」、その次に「ウリック」と核心の突くような名前を答えられている。
レム
イリアと行動を共にする小さな妖精。3年前の当事者であるが、イリアの心の傷に触れぬよう多くを語ろうとしない。十六夜たちと出会う前は、イリアを一人で支えていた。
ナドゥ
ベトール神に仕える「忍」に所属していた青年。コードネームは「E-52」。初任務である「沈黙の炎」を入手する仕事を偶然達成してしまう。その後「B-5」に嵌められて忍びの里を裏切り者として扱われ、里を壊滅させてしまう。以後、抜け忍として魔法使いにも僧侶にも追われることになる。
基本的に明るく、一人でにぎやかになる性格で、女好きとカイに色々な意味でライバル関係に当たる。罠に掛かったり、手裏剣が敵ではなく味方に刺さるなど腕は壊滅的だが、自分の危機が迫った時などに「バーサーカー（狂戦士）」となり、敵味方関係なく目の前にいるものはすべて破壊しつくす。
ザード
14年前にディアボロスを倒したとされる勇者。4年前にディアボロスが復活したことでディアボロスのところへ向かったのを最後に帰らぬ人間となった。人間の言葉をしゃべる大きな白い鳥を連れている。
彼の伝説は色々あるが、実際は目つきが悪く無口で口下手で突拍子もない行動を取ったりしている変わり者。義理の妹のイリアに対してお土産としてガラクタを買ったりと不思議なことばかりしている。各地を旅していたらしく、シオンやカイと親交があり、「人間と魔物の共存」を望んでいたらしい。
エスト
自称「闇の王」と名乗る女性。ナガズ（通称ナッちゃん）という魔物を連れ、人々に不幸をもたらそうと悪行を重ねているが、全部善行に代わってしまい感謝されることを嘆いている無害な人。カイからはジェンドとは正反対な人物と思われている。
忘れ去られた時代の衣服と魔法の布を身に纏い、彼女の命令を理解したり、時には自分の意思で動いたりする。また、地震を起こしたり、イールズオーブァの魔法を無効化したりと魔力の高さをうかがわせる。
ダークエルフに激しい憎しみを持っており探している。そのため唯一の生き残りであるジェンドを探しているのだが、ニアミスするだけで決して会うことができない。
イールズオーブァ
「北の暗黒」や「金色のひとみの男」と呼ばれる人間。常に目元を隠す仮面をつけている。同じ顔をした待女を従え、彼女達からは「イール」と呼ばれている。
魔物の王ディアボロスから水晶を授かっているらしい。魔物たちに人間を襲わせるなど、人間を殺すことに抵抗がないようだ。発言や行動に不可解な点が多く、突然発作を起こして苦しむ。ダークエルフの生き残りを探していたらしく、ジェンドや不思議な考え方を持つ十六夜に興味を持っている。
イリアと魔法使いの塔で再会するが、十六夜が親しげに「オジサン」と話しかけていた上、イールの素顔を知らなかった事もあり、イリアは仇敵だと気づかなかった。
前作『レヴァリアース』でシオンによって倒されたはずだが、何故彼が生きているのかは不明。

## 刊行

### 漫画単行本
発行：エニックス
刻の大地
1. 1997年2月22日、ISBN 978-4-87025-190-8
2. 1997年8月12日、ISBN 978-4-87025-217-2
3. 1997年12月13日、ISBN 978-4-87025-239-4
4. 1998年8月22日、ISBN 978-4-87025-342-1
5. 1999年3月20日、ISBN 978-4-87025-480-0
6. 1999年9月22日、ISBN 978-4-7575-0089-1
7. 2000年3月22日、ISBN 978-4-7575-0192-8
8. 2000年1月22日、ISBN 978-4-7575-0343-4
9. 2001年6月27日、ISBN 978-4-7575-0475-2
10. 2002年2月27日、ISBN 978-4-7575-0635-0

出版社：主婦の友社
刻の大地 塔の戦い完結編
- 2019年4月24日、ISBN 978-4-07-340546-7

### 愛蔵版
出版社：復刊ドットコム
エニックス版単行本に未収録だった第76～78話、「イリアのたからもの」、「ハロハロの夜」等が収録されている。
雑誌掲載時にカラーだったページは、一部を除きカラーで掲載されている。（原稿が現存しないため雑誌紙面からスキャニングして製作したページや、状態のよい雑誌を入手できず、やむなくモノクロで収録されたページがある）
1. 2013年10月、ISBN 978-4-8354-4987-6
  - 収録作品：第1-15話 / 夜麻みゆき 創作スケッチ

2. 2013年12月、ISBN 978-4-8354-4988-3
  - 収録作品：第16-30話 / イリアのたからもの / 刻の大地 番外編 / 刻の大地 特別編 / 夜麻みゆき 創作スケッチ

3. 2014年2月、ISBN 978-4-8354-4989-0
  - 収録作品：第31-43話 / 異邦人の日記 / 夜麻みゆき 創作スケッチ

4. 2014年4月、ISBN 978-4-8354-4990-6
  - 収録作品：第44-56話 / 異邦人の日記 / 夜麻みゆき 創作スケッチ

5. 2014年6月、ISBN 978-4-8354-4991-3
  - 収録作品：第57-67話 / ハロハロの夜 / 異邦人の日記 / 夜麻みゆき 創作スケッチ / 自己紹介??コーナー

6. 2014年8月、ISBN 978-4-8354-4992-0
  - 収録作品：第68-78話 / その時エストは / じぇんどと探し物 / 魔法使いの塔 大脱出GAME / 夜麻みゆき 創作スケッチ

### 小説
原作：夜麻みゆき、発行：エニックス
- 『小説 刻の大地 奇跡の夜』 - 大江イオン著、1998年3月27日 ISBN 978-4-87025-289-9
- 『小説 刻の大地 II 約束の森』 - 大江イオン著、1998年9月25日、ISBN 978-4-87025-383-4
- 『小説 OVA刻の大地 花の王国の魔女』 - 野村ケン次著、1999年3月26日、ISBN 978-4-7575-0018-1

## ドラマCD

### 奇跡の花 / 闇の王エスト
少年ガンガン コミックCDコレクション15

発売元：エニックス
1998年4月17日、ISBN 978-4-87025-290-5
- キャスト
  - 十六夜 - 伊藤美紀
  - ジェンド - 緒方恵美
  - カイ - 関智一
  - エスト - 坂本真綾
  - ナガズ - 原えりこ
  - リサ - 橘ひかり
  - ラン - 田村ゆかり
  - パパ - 広瀬正志
  - ママ - 石井直子
  - 店の親父 - 関口英司
  - 店のおばさん - 小菅真美
  - 宿屋の親父 - 坪井智浩
  - 占い師 - 岡和男

### Vol.2 夢の館 幻の丘
少年ガンガン コミックCDコレクション18

発売元：エニックス
1999年10月21日、ISBN 978-4-7575-0105-8
- キャスト
  - 十六夜 - 伊藤美紀
  - ジェンド - 緒方恵美
  - カイ - 関智一
  - エスト - 白倉麻子
  - ナガズ - 大谷育江
  - サタジット - 津村まこと
  - ライラ（サタジットの母）・女A - 山田美穂
  - テオ（サタジットの父）・男C - 楠見尚己
  - イールズオーブァ - 置鮎龍太郎
  - 男A・海坊主 - 横尾博之
  - 男B・男D - 樫井笙人
  - 女性 - 浜野ゆうき

### 〜花の王国の魔女〜
1. 『刻の大地 〜花の王国の魔女〜 VOL.1』 - ENCA-1061
2. 『刻の大地 〜花の王国の魔女〜 VOL.2』 - ENCA-1062

CDドラマコレクション

発売元：エニックス 販売元：パイオニアLDC

発売日：1999年3月25日同時発売
- キャスト
  - 十六夜 - 伊藤美紀
  - ジェンド - 緒方恵美
  - カイ - 関智一
  - エスト - 白倉麻子
  - ナガズ - 大谷育江
  - フレア - 倉田雅世
  - エレイン - 松谷彼哉
  - アルゴス - 大友龍三郎
  - ナバロ - 西川幾雄
  - 伝説の少女 - 今井麻美

## OVA
- 『刻の大地 〜花の王国の魔女〜』

  1. 1998年12月22日
  2. 1999年2月25日
  3. 1999年3月25日
- キャスト
  - 十六夜 - 伊藤美紀
  - ジェンド - 緒方恵美
  - カイ - 関智一
  - エスト - 白倉麻子
  - ナガズ - 大谷育江
  - フレア - 倉田雅世
  - エレイン - 松谷彼哉
  - 宰相アルゴス - 大友龍三郎
  - 魔導師ナバロ - 西川幾雄
  - メルビア国王、ナレーション - 清川元夢
  - ザード - 野島健児
  - 泉の魔物 - 長島雄一
  - 少女 - 川田妙子
- スタッフ
  - 原作・監修・キャラクター原案 - 夜麻みゆき
  - 監督・絵コンテ - 清水恵蔵
  - 脚本 - 小出一巳、末永光代
  - キャラクターデザイン - 大貫健一
  - 作画監督 - 山本径子
  - 美術監督 - 長尾仁
  - 美術設定 - 池信孝
  - 音響監督 - 清水勝則
  - 音楽プロデューサー - ジョー・リノイエ
    - 作曲・編曲 - ジョー・リノイエ、島健

  - プロデューサー - 出﨑哲
  - アニメーション制作 - マジックバス